# Naama Bay
Naama Bay är en vik i Egypten. Den ligger i guvernementet Sina al-Janubiyya, i den östra delen av landet, 400 km sydost om huvudstaden Kairo.